# Symplocos patazensis
Symplocos patazensis là một loài thực vật có hoa trong họ Dung. Loài này được Mansf. miêu tả khoa học đầu tiên năm 1925.